# Brigadeiro (métro de São Paulo)
Pour les articles homonymes, voir Brigadeiro.
Brigadeiro (en portugais : Estação Brigadeiro), est une station de la ligne 2 (Verte) du métro de São Paulo. Elle est accessible à la hauteur du no 447, avenue Paulista, en limite des districts Bela Vista et Vila Mariana à São Paulo au Brésil.

## Situation sur le réseau

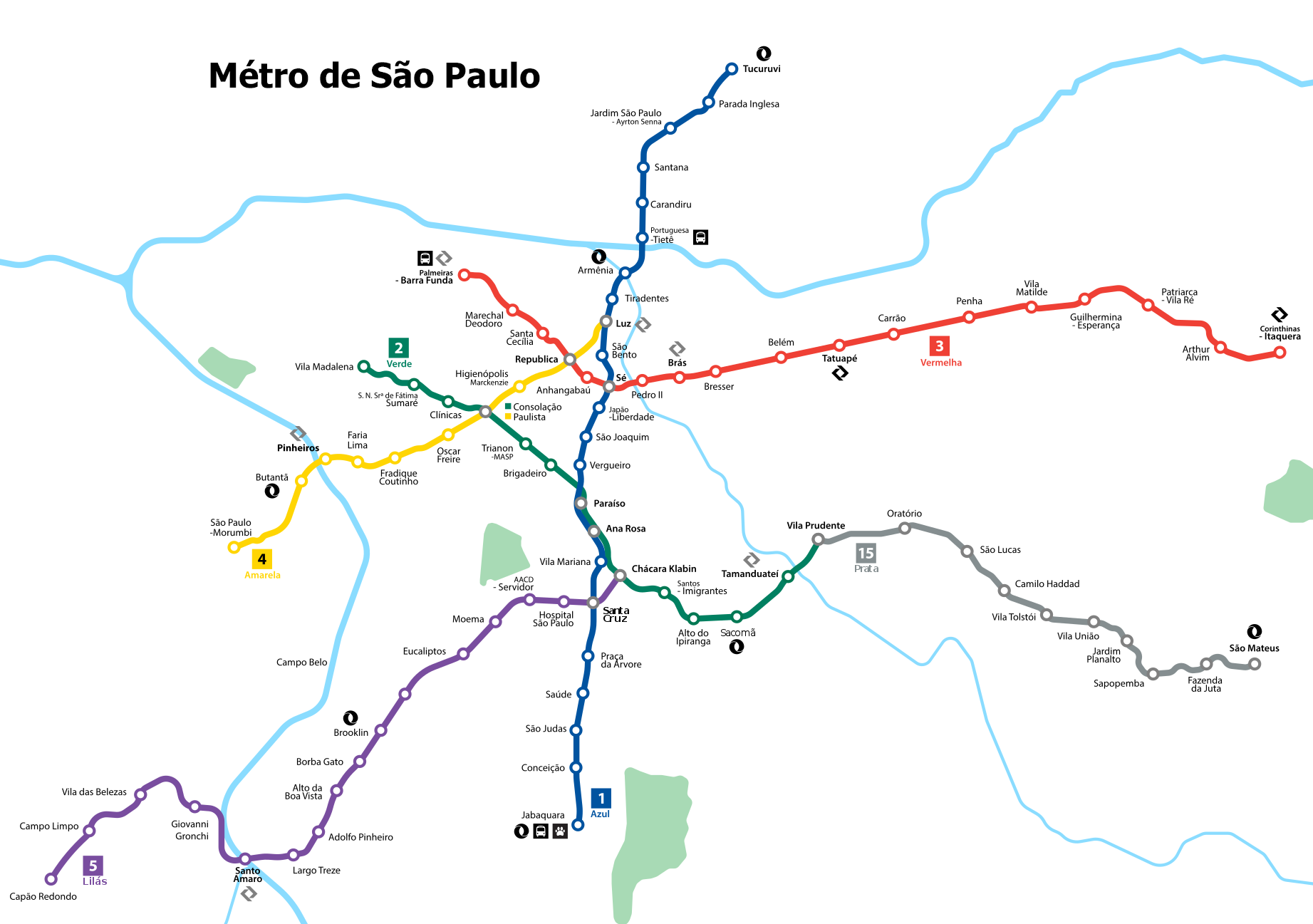
Plan du Métro de São Paulo 2020.

Établie en souterrain, la station Brigadeiro est située sur la ligne 2 du métro de São Paulo (Verte), entre les stations Trianon-Masp, en direction du terminus Vila Madalena, et Paraíso, en direction du terminus JVila Prudente.

## Histoire
La station Brigadeiro est inaugurée le 25 janvier 1991. la station est établie sous l'avenue Paulista, à hauteur du no 447. Elle est nommée en référence à l'avenida Brigadeiro Luis Antonio, située à quelques mètres. C'est une station souterraine (tranchée enterrée), composée d'un quai central avec deux mezzanines de distribution disposées à chacune de ses extrémités. Elle dispose d'une superficie bâtie de 8 790 m2 et est prévue pour absorber un transit maximum de 20 000 voyageurs par heure, en heure de pointe.

## Services aux voyageurs

### Accès et accueil
Son accès principal est situé à proximité du no 447 de l'avenue Paulista. Elle est accessible aux personnes à la mobilité réduite.

### Desserte
| Ligne                         | Terminus                      | Longueur (km) | Stations | Durée du voyage (min) | Opération (*)                                                       |
| ----------------------------- | ----------------------------- | ------------- | -------- | --------------------- | ------------------------------------------------------------------- |
| Ligne 2 du métro de São Paulo | Vila Madalena ↔ Vila Prudente | 14,7          | 14       | 28                    | Tous les jours, de 4h40 à 12h32; Les samedis jusqu'à 1h le dimanche |

Installations et desserte
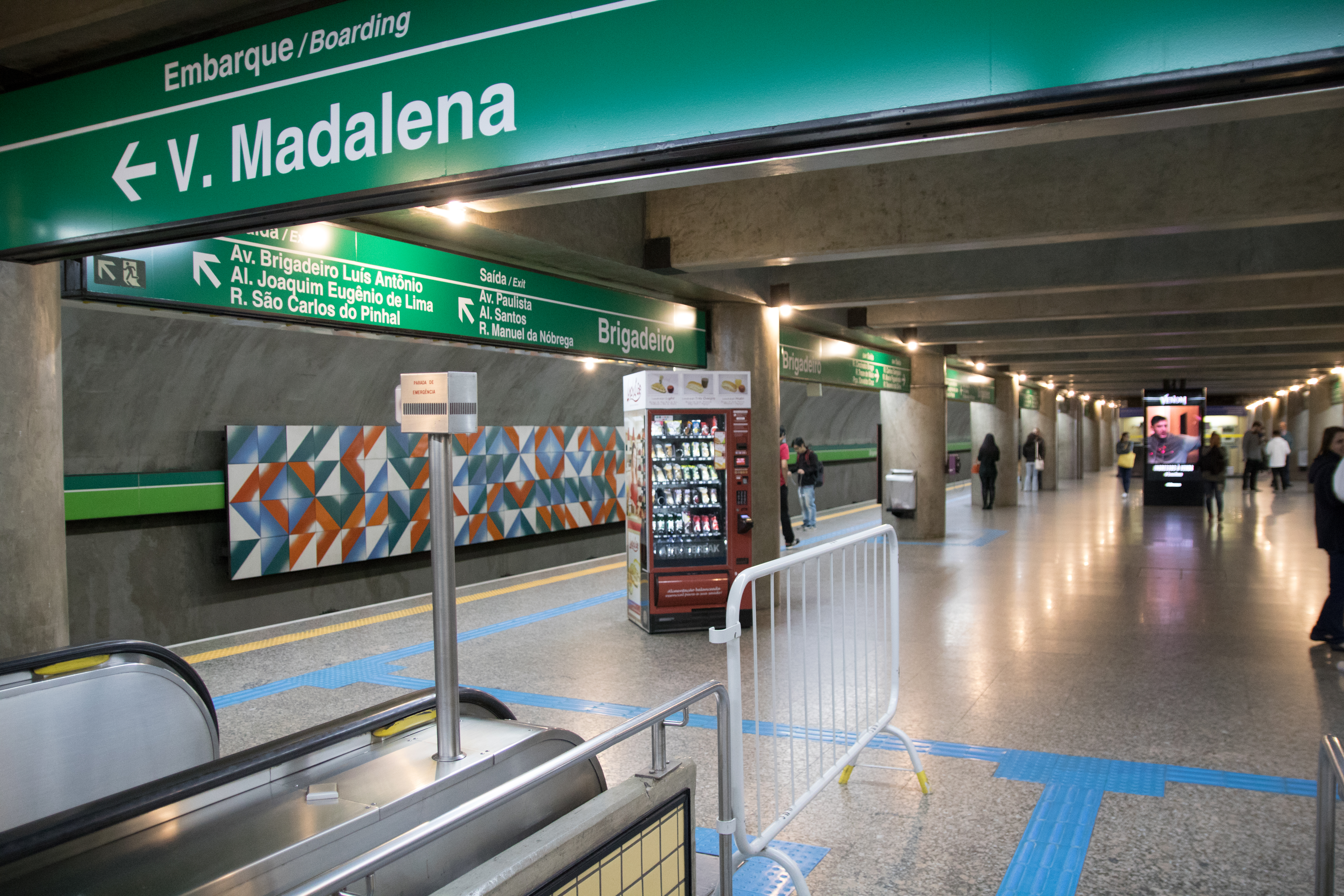
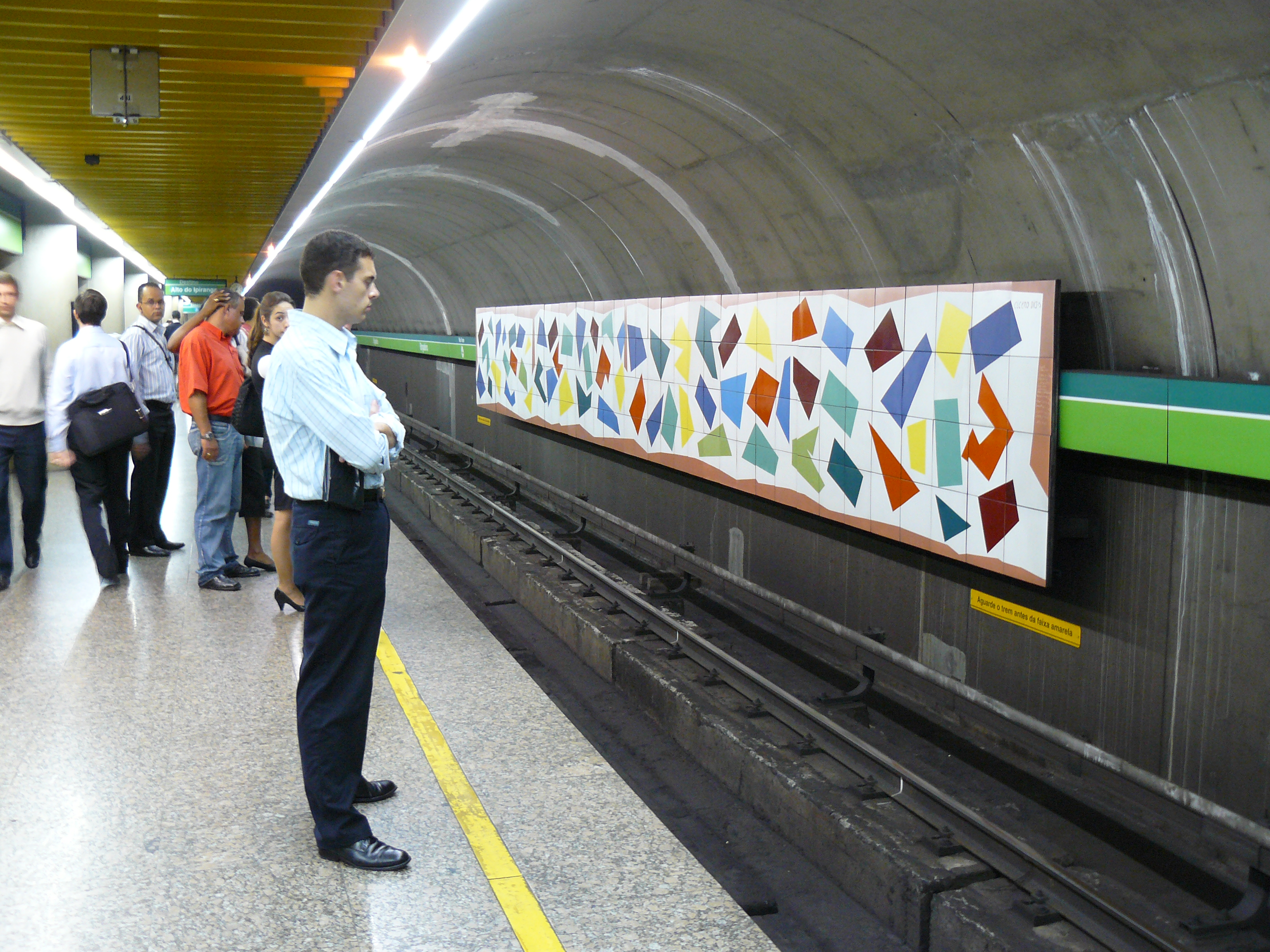
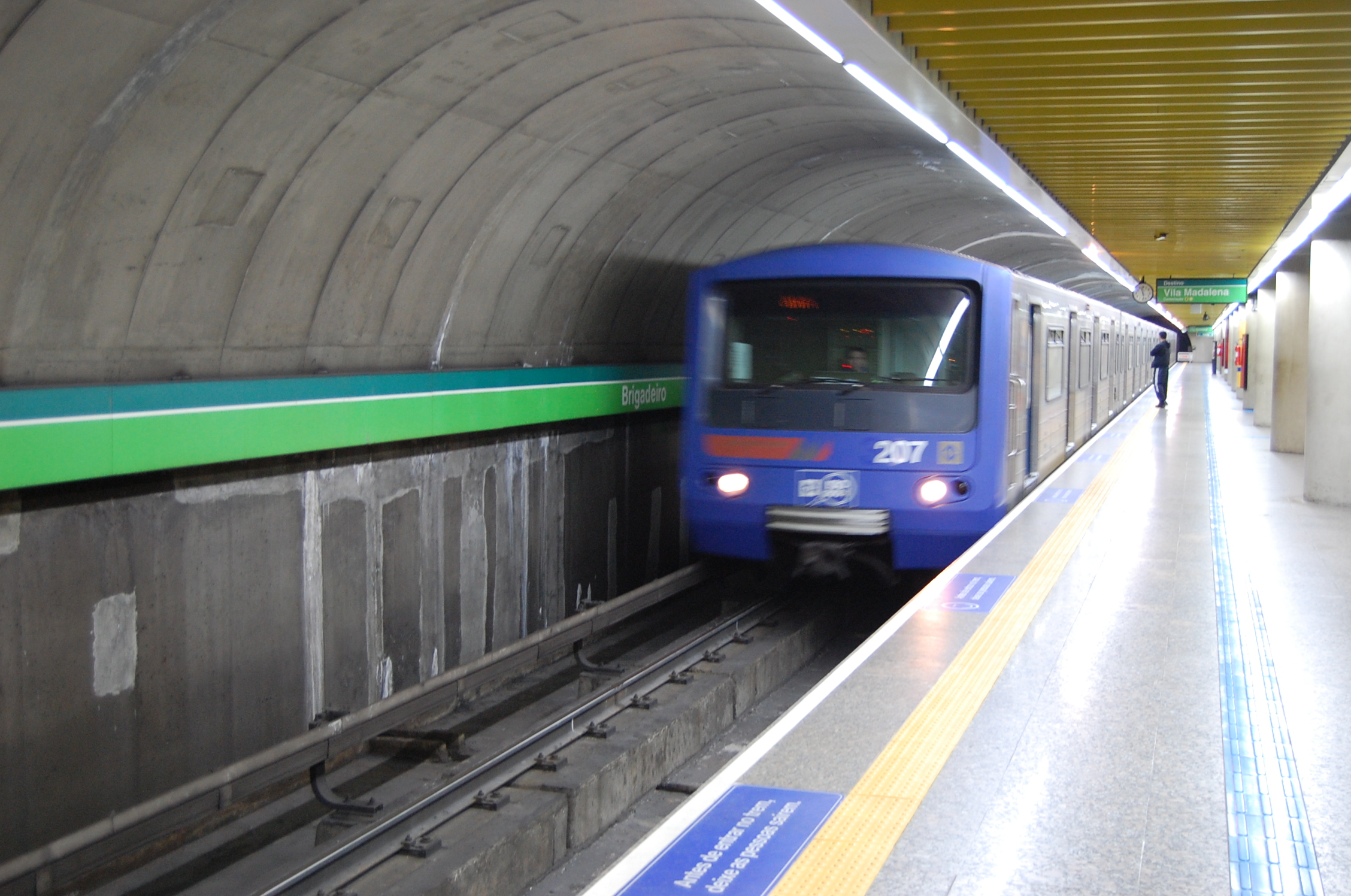

## Art dans la station
Deux œuvres, réalisées en 1991, sont installées dans la station : 
Cores e Formas, de Cícero Dias, constitué d'un panneau de 2 m de hauteur sur 10 m de long, constitué de carreaux de céramique peints. Elle est installée face au quai vers Vila Prudente ; 

Cores e Formas, de Cícero Dias
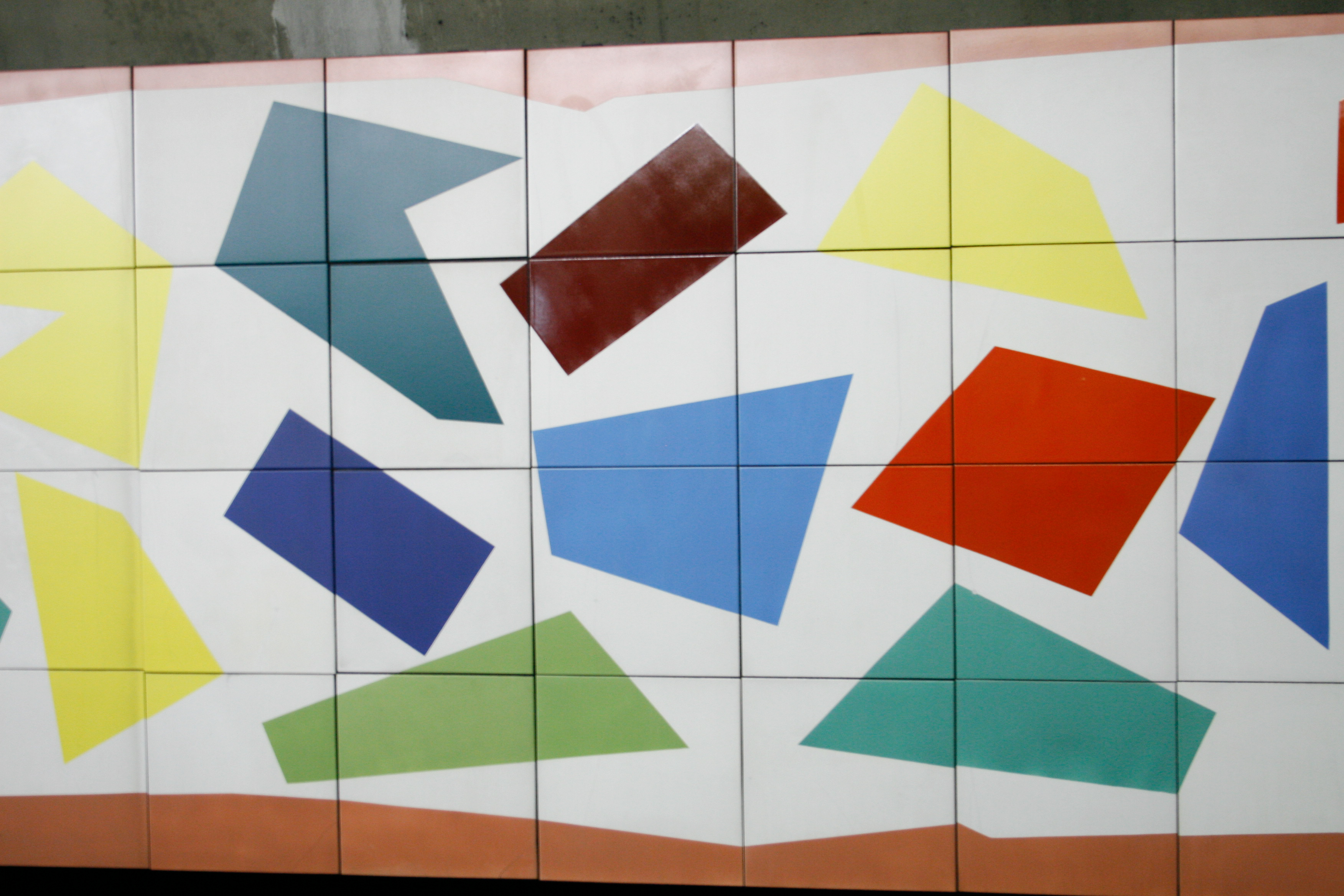
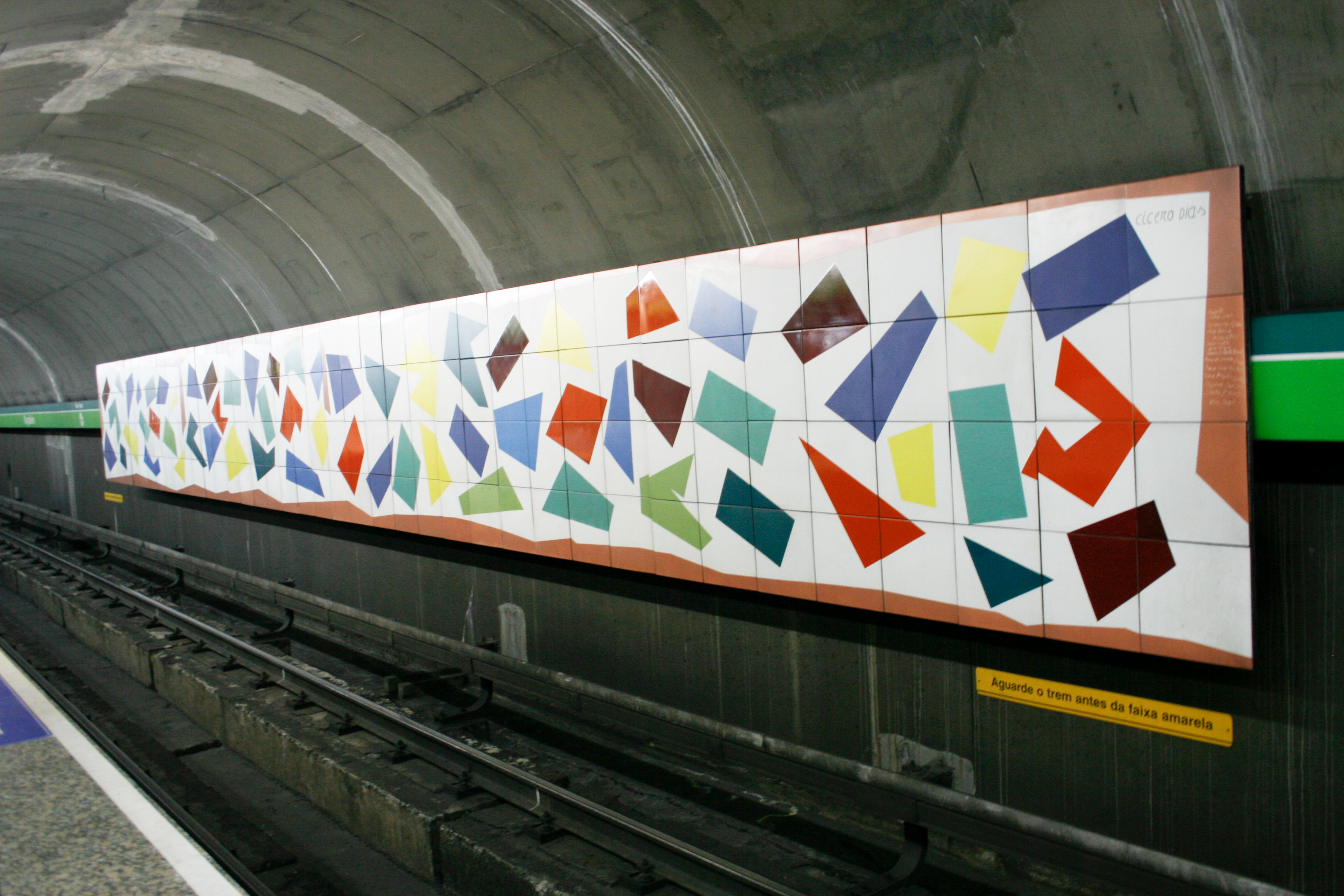
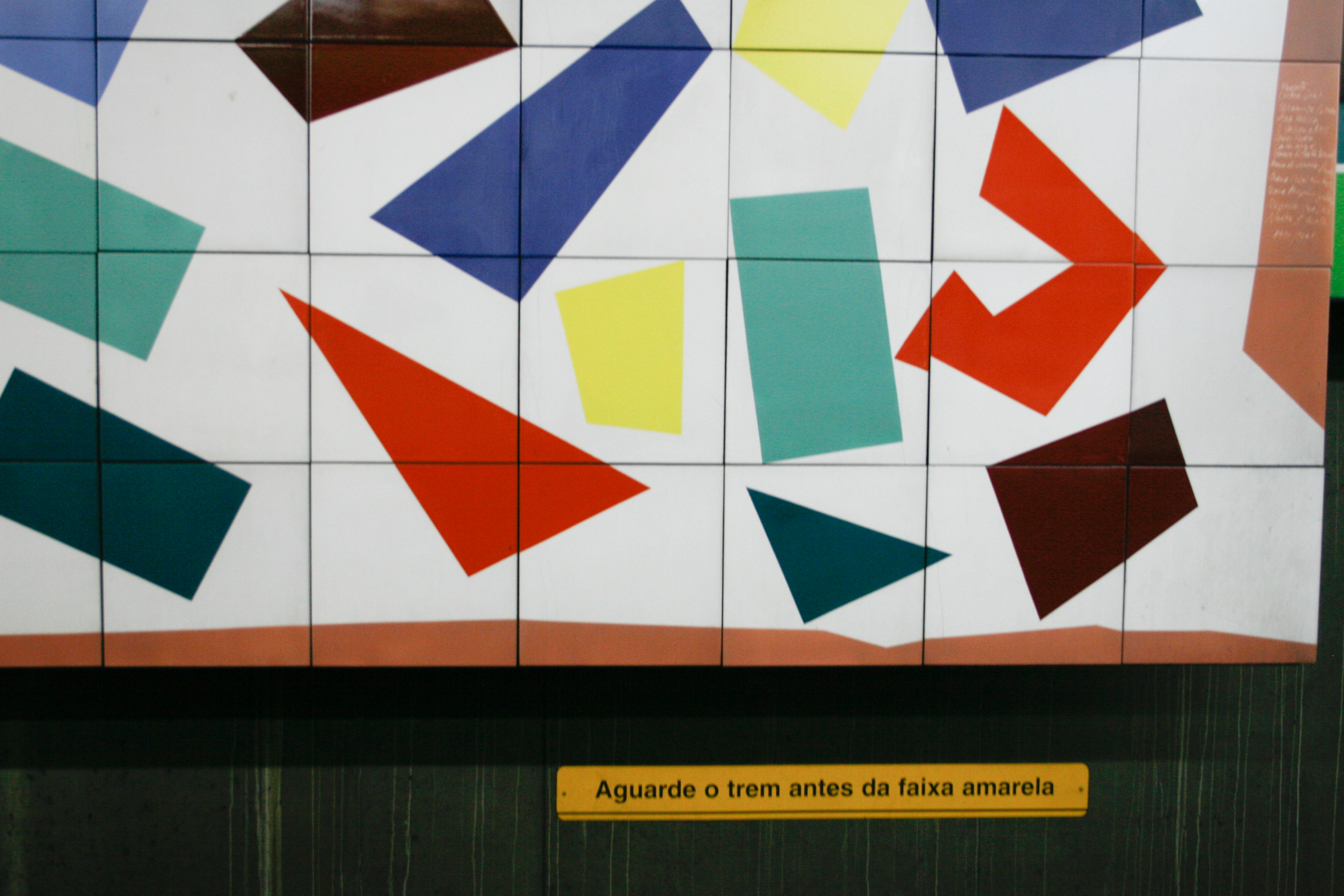

et Desaceleração, de Fernando Lemos, constitué d'un panneau, de 2 m de hauteur sur 20 m de long, constitué de carreaux de céramique peints. Elle est installée face au quai vers Vila Madalena.

Desaceleração, de Fernando Lemos
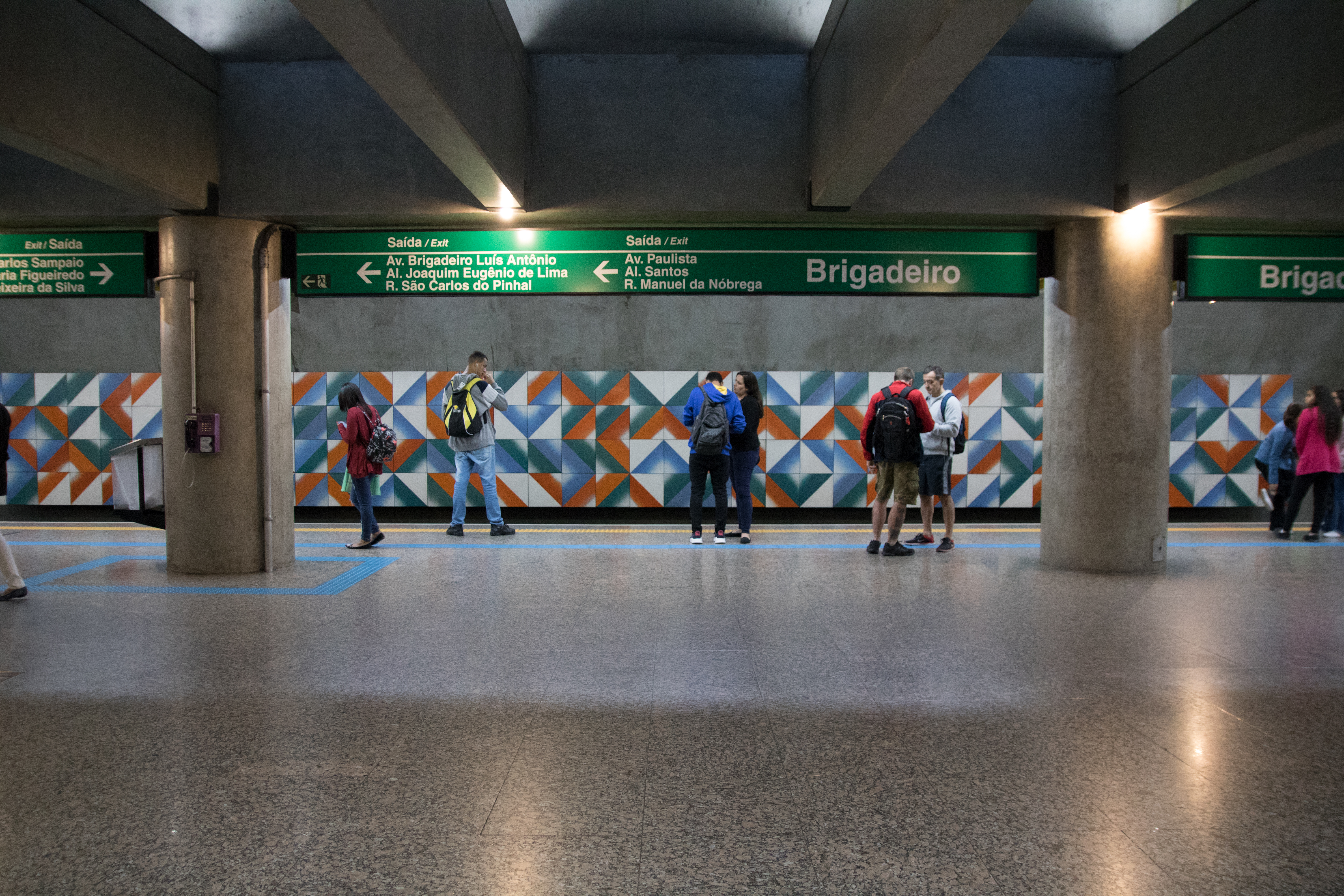
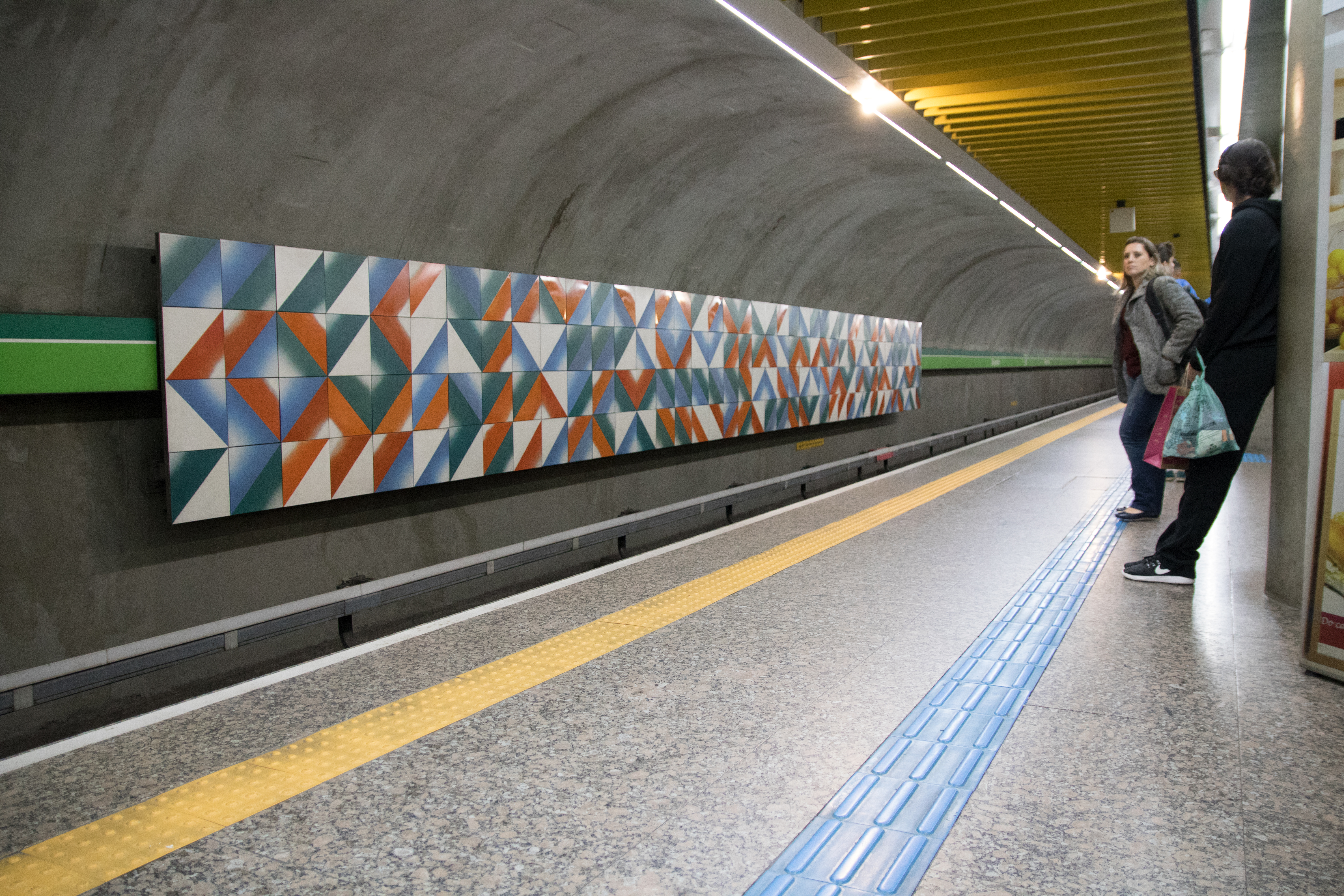
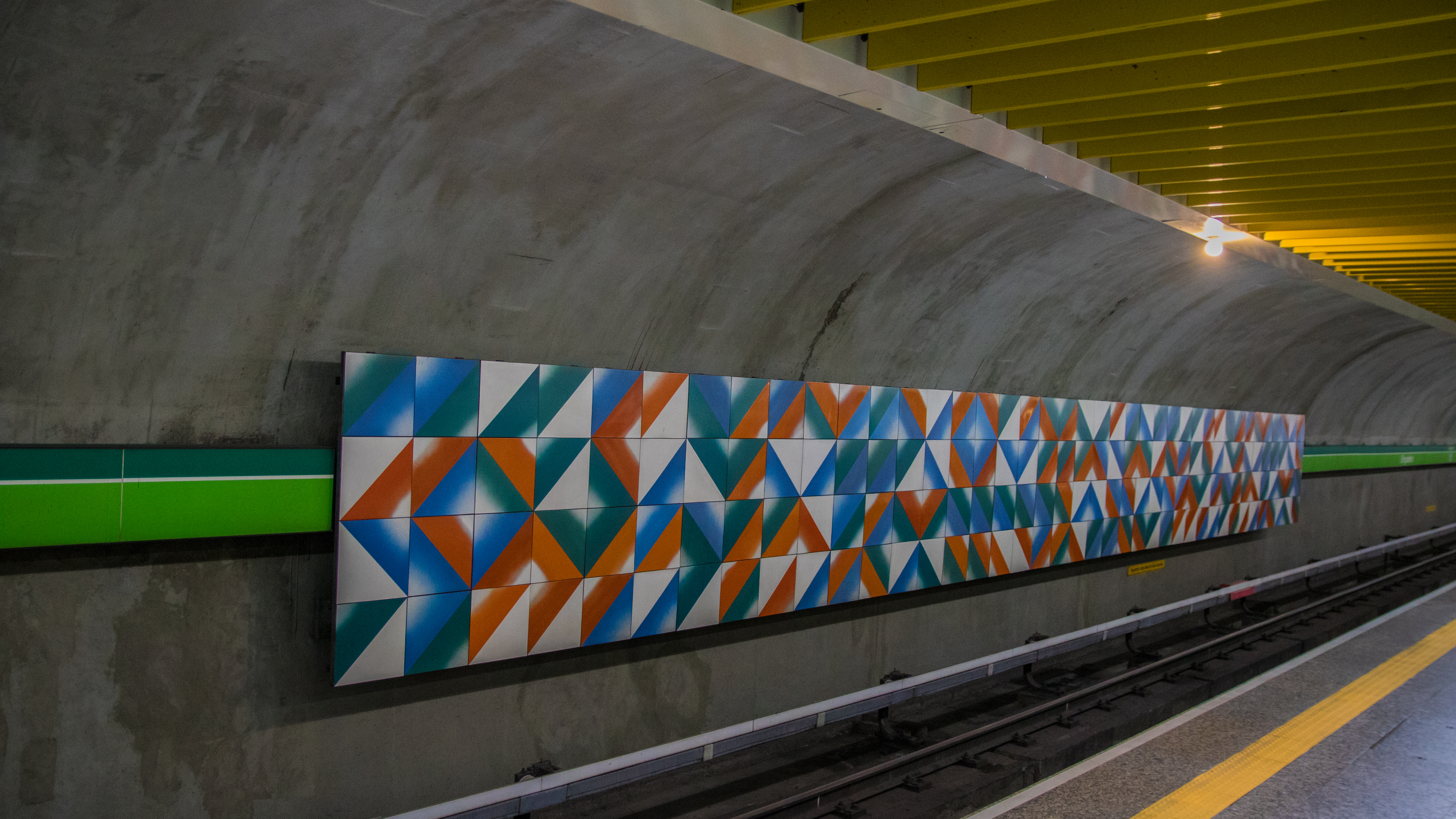

## À proximité
- Avenue Paulista
- TV Gazeta - Edifício Cásper Líbero
- Université Paulista - Campus Paulista
- Shopping Pátio Paulista
- Casa das Rosas